# Ridha Grira
Ridha Grira (arabe : رضا قريرة), né le 21 août 1955 à Sousse, est un homme politique tunisien.

## Biographie

### Formation académique
Grira obtient son baccalauréat au lycée de garçons de Sousse, en juin 1974, avant d'être admis en classe préparatoire aux grandes écoles au lycée Louis-le-Grand à Paris, en filière mathématiques supérieures et mathématiques spéciales. Par la suite, il est admis au concours d'entrée à l'École centrale Paris où il obtient un diplôme d'ingénieur (Promotion 1979) et un DEA en génie chimique. En parallèle, il poursuit également des études de droit, d'économie et de gestion à l'université Panthéon-Sorbonne et à l'Institut d'études politiques de Paris. Titulaire d'une licence et d'une maîtrise en sciences économiques et en gestion, il est alors admis à l'École nationale d'administration où il poursuit le cycle supérieur complet ; il en sort diplômé de la promotion Henri François d'Aguesseau en 1982.

### Carrière politique
Grira occupe dès lors plusieurs hauts postes administratifs au Premier ministère tunisien, comme ceux de chargé de mission et de directeur général de la fonction publique. En 1991, il est nommé PDG de la Banque arabe tuniso-libyenne de développement et de commerce extérieur. Il est par la suite nommé secrétaire général du ministère des Affaires étrangères avant de devenir, le 16 janvier 1992, le secrétaire général du gouvernement. Le 22 avril 1999, il devient ministre des Domaines de l'État et des Affaires foncières. Le 14 janvier 2010, lors d'un remaniement ministériel, il est nommé ministre de la Défense nationale, en remplacement de Kamel Morjane,.

### Parcours post-révolutionnaire
Après la fuite du président Zine el-Abidine Ben Ali durant la révolution de 2011, Ridha Grira est reconduit à son poste au sein du gouvernement d'union nationale conduit par Mohamed Ghannouchi. Sa composition cristallise la colère de la population qui exige la formation d'un gouvernement excluant les personnalités du Rassemblement constitutionnel démocratique (ancien parti présidentiel) dont Ridha Grira est encore membre du comité central et président de la cellule d'El Manar II (Tunis) dès 1994. Celui-ci quitte finalement ce parti le 20 janvier 2011 avant de quitter le gouvernement le 27 janvier. 

### Poursuites judiciaires
Le 20 septembre 2011, un mandat de dépôt est émis à son encontre pour des accusations portant sur la période où il a occupé les fonctions de ministre des Domaines de l'État et des Affaires foncières. Même s'il n'est reconnu coupable dans aucune des affaires le concernant, il est maintenu en détention. Son état de santé se détériore et son avocat fait plusieurs déclarations pour aviser les autorités et l'opinion publique. En mai 2013, le ministère de la Justice publie un communiqué dans lequel il indique que Ridha Grira refuse les soins qui lui sont proposés. Son état de santé devient préoccupant : la chaîne El Hiwar El Tounsi réclame donc sa libération provisoire pour des raisons humanitaires. Le 24 mai, son avocat tire la sonnette d'alarme en déclarant sur les ondes de Mosaïque FM que l'état de santé de son client s'est fortement détérioré. Le 4 mars 2014, il est libéré sur décision du tribunal de première instance de Tunis.
Le 5 juin 2015, il est condamné à cinq ans de prison ferme dans une affaire d'octroi illégal de terrains à Carthage puis, le 23 juin, à dix ans de prison dans une affaire de cession illégale d'un bien appartenant à l'État.
Le 12 mai 2017, il est condamné à sept ans de prison ferme dans une affaire de vente de terrain à Enfida ; le terrain est présenté comme un terrain nu mais il s'avére contenir une carrière de sable. Le 29 mai, il est à nouveau condamné, par la chambre pénale du tribunal de première instance de Tunis, à quatre ans de prison ferme dans l'affaire de la vente d'un autre terrain appartenant à l'État et le changement de sa nature.
Toutes ces condamnations ont été annulées par la cour d'appel de Tunis, qui l'a définitivement innocenté[source insuffisante].

### Distinctions
- Grand cordon de l'ordre de la République[16] ;
- Grand officier de l'ordre du 7-Novembre[1].

### Vie privée
Il est marié et père de deux enfants.